# 科曼奇
科曼奇（Comanche）是位於美國得克薩斯州科曼奇縣的一個城市。據2010年人口普查，科曼奇有人口4,335人。科曼奇是科曼奇縣的縣治所在地。科曼奇有歷史博物館等景點。